# AGGRESSIVE DOGS a.k.a UZI-ONE
AGGRESSIVE DOGS a.k.a UZI-ONE（アグレッシブドッグス・ウジワン）は、日本のハードコア・パンク・ヘヴィメタルバンド。

## 概要
1983年、福岡県北九州市小倉にて結成。メジャー、インディー問わず、数多くの作品をリリース。2004年にリリースされた8thアルバム『LYCAON'S DEN』では、総勢54名のフィーチャリング・アーティストが名を揃え、エンセン井上など、音楽シーン以外からの参加もあった。2009年にリリースされた25周年記念トリビュートアルバム『真紅』『真我』では、Dragon Ashをはじめ、アグノスティック・フロントなど日本国外のアーティストが参加した。
日本国外のハードコア・パンク、ラウドロック系のバンドを国内に招聘し、積極的にツアーを行っている。また自社レーベル、STOMPIN' GROUNDを主宰し、アグノスティック・フロント、Sick of it allなどの海外のトップアーティストの作品もリリース。

## 来歴
- 1983年
  - AGGRESSIVE DOGSを結成。
- 1987年
  - 地元北九州市のハードコア・パンククルー、SHANESを結成。
- 1988年
  - 1stアルバム『SHUT UP! FIELD OF THE DOWN』（TAD MUSIC）をリリース。
  - JR下関駅、小倉駅で行ったゲリラライブには約3000人が集まり、新聞記事にもなる
- 1990年
  - 2ndアルバム『TRUTH&NEWS! MEDIA!!』（日本クラウン）をリリース。
- 1991年
  - プライベートオフィス、WILD KIDSを設立。
- 1995年
  - 3rdアルバム『DON'T LEAVE BLOOD OUT』（WILD KIDS＆SHANES RECORDS）をリリース。
- 1997年
  - 自社レーベル、STOMPIN' GROUNDを設立。
  - 4thアルバム『COUNTER PLOT』（STOMPIN' GROUND）をリリース。
- 1998年
  - LYCAON（全国ハードコアクルー）を結成。
  - UZI-ONEプロデュースによるイベント、STOMPIN' NITEをスタート。
- 1999年
  - 5thアルバム『WE NEVER TRADE』をリリース。
  - 同アルバム記念ツアー、LYCAON NEVER TRADE TOUR '99。
  - コンピレーション・アルバム『10TEMPLATES』をリリース。
  - 日本人として初めての韓国にてライブを行う。
- 2000年
  - 6thアルバム『SUCCED』（ユニバーサルミュージック）をリリース。
- 2001年
  - コンピレーション・アルバム『10TEMPLATES2』（バップ）をリリース。
  - シングル『ONE BONDS WILL BE HARDEN』をリリース。
- 2002年
  - 『ルパン三世トリビュート』（日本クラウン）、『GASTUNKトリビュート』（テイチクエンタテインメント）、『ラモーンズトリビュート』（3.2.1RECORDS）に参加。
- 2003年
  - コンピレーション・アルバム『UNITY』（日本クラウン）をリリース。
  - 『THE CLASHトリビュート』（ソニー・ミュージックジャパンインターナショナル）に参加。
  - MURPHY'S LAWと共に日本縦断ツアーを開催。
- 2004年
  - 8thアルバム『LYCAON'S DEN』（日本クラウン）をリリース。
- 2005年
  - 『LYCAON'S DEN』をDVD付でリリース。
  - 2ndアルバム『TRUTH&NEWS! MEDIA!!』（日本クラウン）が再発。
  - Dragon Ashのアルバム『Río de Emoción』に参加。
  - フジテレビ「僕らの音楽 Our Music」に出演。
  - AGGRESSIVE DOGS主催によるイベント、MVM MIXED VALE-TUDO CORE MUSICをスタート。
- 2006年
  - トリビュート・アルバム『DEATH NOTE TRIBUTE』に参加。
- 2007年
  - アグノスティック・フロントと共に日本縦断ツアーを開催。
  - フェスティバル、SUPERBOWL HARDCORE（アメリカ・ニューヨーク）に出演。
  - ヘイトブリードによる、STARLAND BALLROOM（アメリカ・ニュージャージー）に出演。
  - フェスティバル、MAGMA（沖縄／横浜）に出演。
  - MURPHY'S LAWと共に日本縦断ツアーを開催。
  - アグノスティック・フロント『WARRIORES』、INHUMAN『Last Rites』、SYNTHETIC BREED『CATATONIC』（STOMPIN' GROUND）をリリース。
- 2008年
  - 25周年記念アルバム第一弾『獅子の如く』（デフスターレコーズ）をリリース。
  - ICEPICK『Violent Epiphany』、THY WILL BE DONE『Was And Is to Come』（トイズファクトリー）をリリース。
  - THY WILL BE DONEと共に日本縦断ツアーを開催。
  - 韓国放送公社のテレビショーに出演。
- 2009年
  - 25周年記念アルバム第二弾『蒼き餓狼』（デフスターレコーズ）をリリース。
  - 同アルバム記念、蒼き餓狼ツアーを開催。
  - 25周年記念トリビュート・アルバム『真紅』『真我』（デフスターレコーズ）をリリース。
  - クローズZERO2公開記念、クローズナイト（赤坂ブリッツ）に出演。
  - フェスティバル、NEW ENGLAND METAL AND HARDCORE FESTIVAL XI（アメリカ・マサチューセッツ）に出演。
  - フェスティバル、ペンタポートフェスティバル（韓国）に出演。
  - アグノスティック・フロント『Stigma』（STOMPIN' GROUND）をリリースし、日本縦断ツアーを開催。
- 2010年
  - 25周年記念トリビュート・アルバム『真紅』『真我』リリースツアーを開催。
  - SHEER TERROR（ニューヨーク）と共に日本縦断ツアーを開催。
  - SICK IT OF ALL『Based On True Story』（STOMPIN' GROUND）をリリース。